# ガイウス・アップレイウス・ディオクレス
ガイウス・アップレイウス・ディオクレス（ラテン語：Gaius Appuleius Diocles, 104年 – 146年以降）はローマ帝国の戦車競技選手。彼について二つの詳細な碑文が残っており、今日の歴史家が戦車競技の運営やテクニックを再構成する役に立っている。しばしば、歴史上最高の賞金を得た選手だと言われることもある。

## 経歴
ガイウス・アップレイウス・ディオクレスは104年にイベリア半島西部・ルシタニアで生まれた。122年、ディオクレスはローマで白組に所属して戦車競技へデビューし、2年後に初勝利を飾った。
ディオクレスは通常は4頭立て馬車（クアドリガ）で競技場（キルクス・マキシムスか）を駆けていた。Matzによれば、彼の優勝の大半は個人戦でのものだった。これは選手にも観客にももっともポピュラーな形式であり、チームではなく、選手自身の戦いであり、個人の実力と運に左右される。ディオクレスは個人戦で1064勝を挙げている。彼を讃える碑文が生前ローマに建てられている 。また隠棲地のプラエネステにも碑文が建てられており、これらは彼の孤高の記録を刻んている。それらによれば、彼は24年間の選手人生で、チームメンバーとして4257出走中1462回の優勝・861回の2位入賞・576回の3位入賞を挙げている。また、ディオクレスは様々な記録も打ち立てている。最も栄誉あるレースである開会式直後のレース（en:Pompa circensis）で110回勝利している。815回の勝利はスタート直後からリードしていたものである。一方で、彼の戦略には最後の数分に最後尾からごぼう抜きするというものもあった。彼の知名度と詳細な記録は、戦車競技の運営やテクニックを再構成する役に立っている。

ディオクレスは、3つの有名な戦車競技チームから出走していた。チームは赤組、白組、青組、緑組と色で呼ばれている。当初、ディオクレスは白組から出場したが、6年後に緑組に移籍した。この頃ディオクレスは、レース中に負傷したため、緑組時代の記録は乏しい。Matzは、ディオクレスは、緑組の運営と対立し、出場機会を制限され、良馬の使用を許されなかったと推測している。3年後、ディオクレスは赤組に移籍し、ここで15年という「非常に長きにわたり」活躍して、小さくも豊かな街・プラエネステに隠棲した。おそらくほどなく亡くなったとみられる 。
ガイウス・アップレイウス・ニュンピディアヌス（C. Appuleius Nymphidianus）とニュンピディア（Nymphidia）の二子がいる。

### 戦績
ディオクレスの生涯成績は碑文CIL 6.10048に記録されており、24年間で35,863,120セステルティウスの賞金を得たという。とはいえ、この中にはチームかオーナーの取り分もあるだろう。彼が奴隷か自由人かは定かではないし、彼の取り分もやはり定かではない。奴隷の選手に私有財産はないため、賞金は主人の者になるが、これは将来の解放に供えて保管された。選手には社会階層や戦績に関わらず、基本給が払われていた。賞金額は様々だったが、最大で60,000セステルティウスがチームとスポンサーに分配された 。Vamplewは、ディオクレスの取り分が賞金の十分の一だと仮定しても、かれの平均年収は基本給を除いても150,000セステルティウスに上ると推定している。であるならば、歴史上最高の賞金を得た選手だという事になるだろう。

### 社会的地位
戦車競技のレースは騎士階級のによって、裕福なパトロンと投資家の支援を受けて、慎重に計画され、運営されていた。ディオクレスは英雄であり、Sinclair Bellのいう「パフォーマンス・カルチャー」の好例であるものの、良くて下級市民、もしかしたら奴隷だったかもしれない。彼の賞金は彼を騎士身分や元老院議員にできたであろうが、彼の職業は社会的・道徳的不名誉であるとみなされ、排除された。上流階級にとって、金の為に競争するのは不名誉だし、戦車を走らせるのは恥であった。戦車乗りとなることは、完全な市民権の特権と保護を失う事であり、公職にもつけなくなるということだった。